# Los muertos
Los muertos è un film del 2004 diretto da Lisandro Alonso.

## Riconoscimenti
- Torino Film Festival 2004 - Premio come miglior film